# Muhammad Nadžíbulláh
Muhammad Nadžíbulláh (6. srpna 1947 – 27. září 1996) byl poslední prezident Afghánské demokratické republiky ovládané prosovětskou Lidovou Demokratickou stranou Afghánistánu. V roce 1996 byl veřejně bestiálně umučen vzbouřenci z Tálibánu.

## Mládí a kariéra
Nadžíbulláh (paštunsky  نجيب الله‎) byl příslušníkem Paštunů. V roce 1975 dosáhl lékařského vzdělání na univerzitě v Kábulu a v roce 1965 vstoupil do afghánské komunistické strany. V roce 1977 se stal členem jejího ústředního výboru. V následujících měsících však doplatil na vnitřní rozpory uvnitř strany, byl ze svých odpovědností uvolněn a na krátko odešel do exilu v Evropě. Do Kábulu se vrátil až po sovětské intervenci v roce 1979. O rok později byl jmenován šéfem tajné afghánské policie, která proslula mučením a popravami desetitisíců Afghánců.

## Prezidentské období
V roce 1981 byl Dr. Nadžíbulláh povýšen do politbyra. Když v roce 1986 pod tlakem Sovětského svazu odstoupil z vedoucí vládní funkce Babrak Karmal, Muhammad Nadžíbulláh jej nahradil. V pozici hlavy státu tak Nadžíbulláh ještě zažil období největších bojů mezi mudžahedíny a vládními vojáky. Během Nadžíbulláhovy vlády se z Afghánistánu začala stahovat sovětská vojska.
Dosavadní střety mezi mudžahedíny a sovětskou armádou přešly po odchodu sovětské armády z Afghánistánu na přelomu 80. a 90. let do občanské války mezi vládními silami a mudžahedíny. Nejradikálnější skupinů válečníků vedl proti Nadžíbulláhově státní armádě Gulbuddín Hekmatjár.
Vzhledem k tomu, že pozice formální vlády byla dlouhodobě neudržitelná, začal Nadžíbulláh usilovat o ukončení občanské války, kdy jednal s Ahmadem Šáhem Masúdem, pozdějším Velitelem Severní aliance a rovněž s Organizací spojených národů. Nicméně, rozhovory skončily neúspěchem a Nadžíbulláhova vláda i přes jeho sliby o brzkých svobodných volbách padla. Na jaře roku 1992 začal Kábul trpět nedostatkem paliva, ale i jídla. Dne 18. března oznámil Nadžíbulláh ochotu rezignovat, aby zajistil cestu neutrální prozatímní vládě. Dne 16. dubna byl však nucen rezignovat bez splnění jakýchkoli podmínek. Město Kábul dobyli mudžahedíni a Nadžíbulláh se od 17. dubna 1992 ukrýval v areálu kábulského komplexu OSN. Nově vytvořená prozatímní vláda islámského státu Afghánistán nechávala Nadžíbulláha bez trestu.

## Veřejná poprava
V roce 1994 hnutí Tálibán postupně dostalo pod kontrolu většinu země, vyjma severovýchodního cípu ovládaného Ahmadem Šáhem Masúdem. V roce 1996 dobyli bojovníci Tálibánu město Kábul. Nadžíbulláh sice krátce předtím dostal nabídku od Ahmada Šáha Masúda k pomoci při útěku na sever země, ale rozhodl se mu nedůvěřovat (byť je oba spojovalo nepřátelství k Tálibánu). Dr. Nadžíbulláh setrval v Kábulu s důvěrou, že bojovníci Tálibánu mu neublíží. Pro radikální islámské bojovníky Tálibánu však byl jedním z hlavních představitelů dřívějšího ateistického systému. Nadžíbulláh se stále skrýval v komplexu OSN, než si pro něho 27. září 1996 přišli vojáci Tálibánu. Přestože byl oficiálně v azylu OSN, byl za nečinného přihlížení ozbrojených složek OSN vyvlečen do ulic Kábulu. Byl vykastrován a poté ho Tálibán v ulicích utahal k smrti za náklaďákem. Jeho krví nasáklé tělo bylo poté pověšeno na sloupy veřejného osvětlení, ústa vycpána afghánskými bankovkami a mezi prsty vloženy cigarety. Jeho bratra Šápúra Ahmadzaje potkal stejný osud. Jejich těla byla veřejnosti vystavena s tím, že začala nová éra. Nejprve byl Nadžíbulláhovi i Ahmadzajovi kvůli jejich "činům" odepřen muslimský pohřeb, ale jejich těla byla později předána mezinárodnímu výboru Červeného kříže, který je poslal do provincie Paktíja, kde se oběma dostalo řádného pohřbu od kolegů Ahmadzajova kmene.
Představitelé Tálibánu svůj čin omlouvali tím, že si bezvěrec a tyran Nadžíbulláh jinou než krutou smrt nezasloužil. Krutou popravu přesto jednotně odsoudila jak západní mezinárodní společenství v čele s OSN, tak i představitelé muslimského světa. OSN vydala prohlášení v němž Nadžíbulláhovu popravu odsoudila a prohlásila, že taková vražda Afghánistán destabilizuje. Na to Taliban odpověděl vydáním rozsudku trestu smrti nad Dóstumem, Masúdem a Rabbáním. Indie, která Nadžíbulláha podporovala, jeho veřejnou popravu důrazně odsoudila a začala podporovat Masúdovu severní alianci ve snaze vzestup Talibanu omezit.